# Stibnite
Stibnite, đôi khi gọi là antimonite, là một khoáng chất sulphit với công thức Sb2S3.   Vật liệu màu xám nhạt kết tinh trong một nhóm không gian ảo. Đây là nguồn quan trọng nhất cho antimony kim loại. Tên gọi từ tiếng Hy Lạp στίβι stibi thông qua tiếng Latin stibium là tên cũ của khoáng chất và antymon nguyên tố.

## Cấu trúc

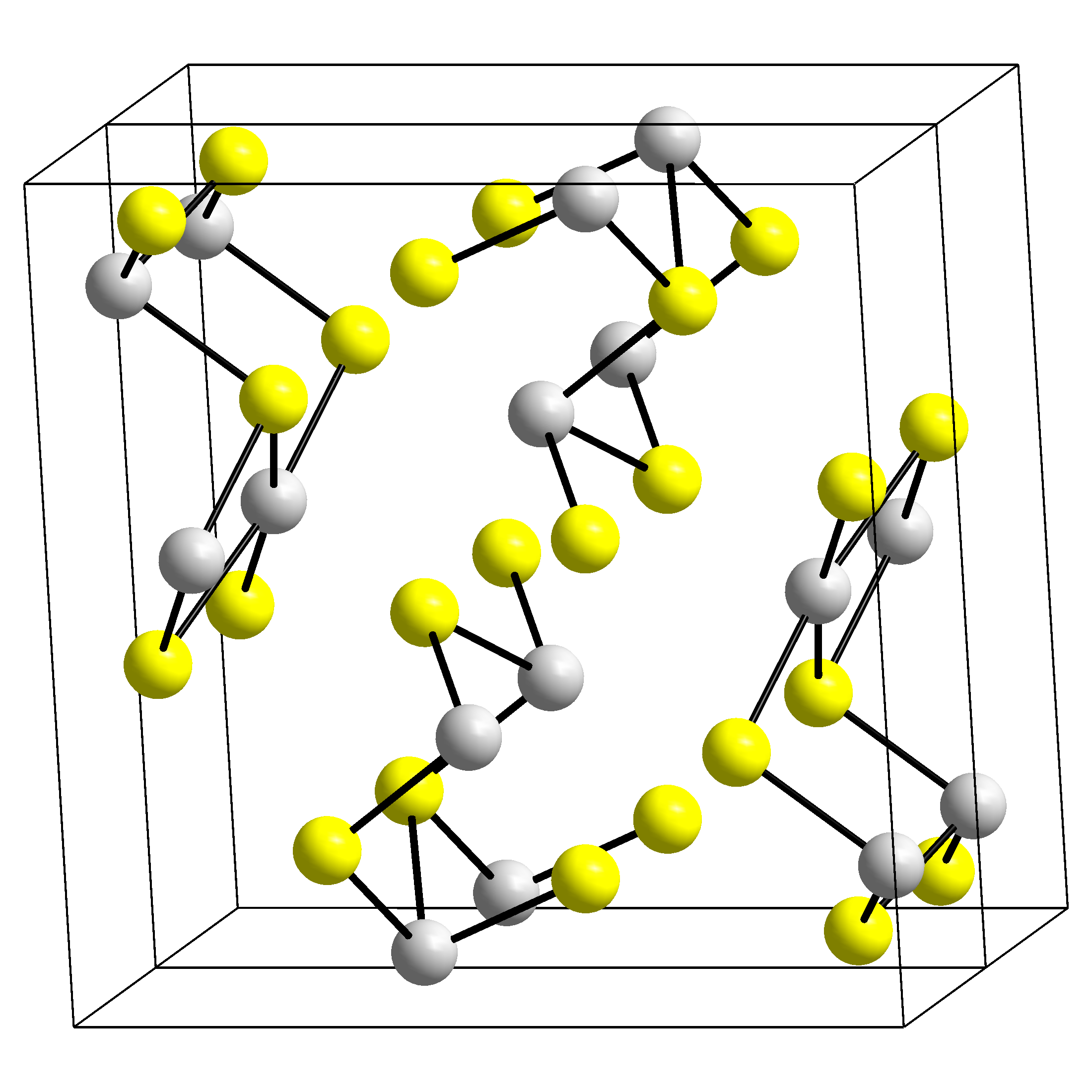
Cấu trúc của stibnite.

Stibnite có cấu trúc tương tự như As2S3 trisulfit, As2S3. Các trung tâm Sb (III), có hình kim tự tháp và ba tọa độ, được liên kết với nhau qua các ion sulfide phối hợp hai mặt cong. Tuy nhiên, các nghiên cứu gần đây khẳng định rằng sự phối hợp thực sự của antimony là trên thực tế SbS7, với sự phối hợp (3 + 4) tại địa điểm M1 và (5 + 2) tại địa điểm M2. Một số trái phiếu thứ cấp tạo ra sự gắn kết và được kết nối với việc xếp chặt. Stibnite có màu xám khi tươi, nhưng có thể biến bề ngoài thành màu đen do oxy hóa trong không khí.

## Sử dụng
Các bột Sb2S3 trong chất béo  hoặc trong các vật liệu khác đã được sử dụng kể từ khoảng năm 3000 trước công nguyên là mỹ phẩm mắt ở Trung Đông và xa hơn; Trong việc sử dụng này, Sb2S3 được gọi là kohl. Nó đã được sử dụng để làm tối lông lông mi và lông mi, hoặc để vẽ một đường xung quanh chu vi của mắt.
Antimony trisulfide được tìm thấy trong các chế phẩm pháo hoa, cụ thể là trong các hỗn hợp pha lê và pha lê. Các tinh thể giống kim, "Kim Trung Quốc", được sử dụng trong các thành phần long lanh và các ngôi sao pháo hoa trắng. Phiên bản "Dark Pyro" được sử dụng trong các loại bột flash để tăng độ nhạy và làm sắc nét báo cáo của họ. Nó cũng là một thành phần của các trận đấu an toàn hiện đại. Nó đã từng được sử dụng trong các sáng tác flash, nhưng việc sử dụng nó đã bị bỏ rơi do độc tính và nhạy cảm với điện tĩnh.
Stibnite đã được sử dụng từ các triều đại Ai Cập cổ đại nguyên thủy như một loại thuốc và mỹ phẩm. Suni Abi Dawood báo cáo, "tiên tri Muhammad nói:" Nhà tiên tri Mohammed đã sử dụng kohl và khuyên những người khác nên sử dụng nó vì ông tin rằng nó mang lại lợi ích cho đôi mắt và được người Hồi giáo ngày nay sử dụng trong tháng chay Ramadan như dấu hiệu của lòng sùng kính..
Nhà giả kim học Eirenaeus Philalethes của thế kỷ 17, còn được gọi là George Starkey, miêu tả stibnite trong bài bình luận hóa của ông về An Exposition trên Thư tín của Ngài George Ripley. Starkey sử dụng stibnite như tiền thân của thủy ngân triết học, vốn là một tiền thân giả thuyết cho hòn đá Giả kim.

## Hiện diện
Stibnite hiện diện trong các trầm tích nhiệt đới và có liên quan với thực vật, cừu, cinnabar, galena, pyrit, marcasit, arsenopyrit, cervantit, stibiconit, calcit, ankerit, barit và chanxeđon.
Các trầm tích nhỏ stibnite là phổ biến, nhưng trầm tích lớn là rất hiếm. Nó xảy ra ở Canada, Mexico, Peru, Nhật Bản, Trung Quốc, Đức, Romania, Ý, Pháp, Anh, Algeria và Kalimantan, Borneo. Tại Hoa Kỳ, nó được tìm thấy ở Arkansas, Idaho, Nevada, California và Alaska.
Tính đến tháng 5 năm 2007, mẫu vật lớn nhất về trưng bày công cộng (1000 pounds) là tại Bảo tàng Lịch sử Tự nhiên Hoa Kỳ. Các tinh thể đơn nhất được xác định bằng stibnite được đo lường ~ 60 × 5 × 5 cm và có nguồn gốc từ các vị trí khác nhau bao gồm Nhật Bản, Pháp và Đức.

## Hình ảnh

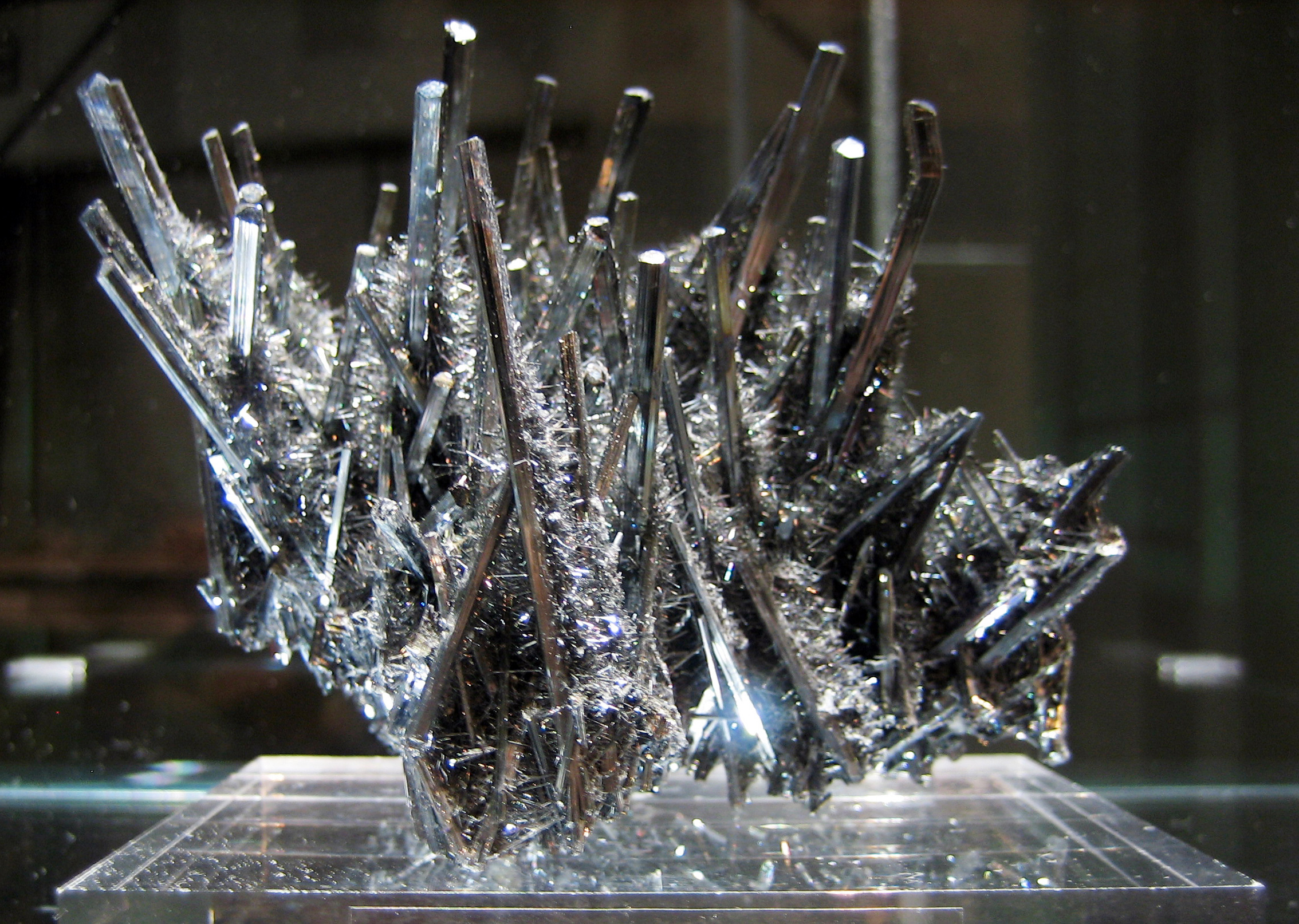
ở Bảo tàng Lịch sử Tự nhiên Hoa Kỳ
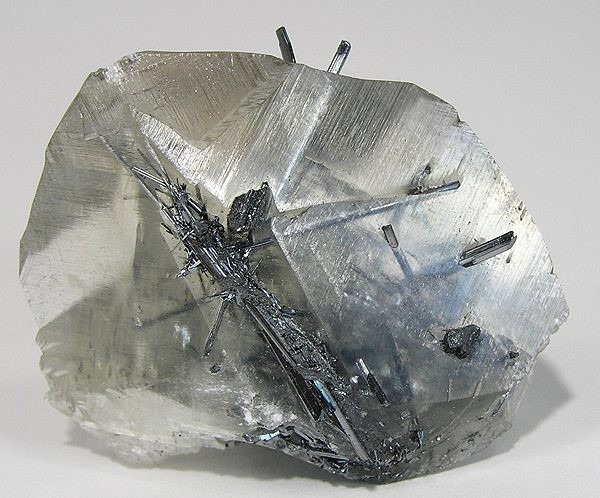
Stibnit